# Tour de la Vierge (Tournon-sur-Rhône)
La tour de la Vierge, également dénommée tour de l'Hôpital, est une tour située dans la commune de Tournon-sur-Rhône, dans le département de l'Ardèche en région Rhône-Alpes, en France.
Elle fait l'objet d'une inscription au titre des monuments historiques depuis le 31 mai 1927.

## Description
La tour de la Vierge (ou de l'Hôpital) est une tour médiévale surplombant la partie ancienne de la ville Tournon-sur-Rhône et comprenant en son sommet une statue de la Vierge Marie.

## Localisation
La tour est située sur le territoire de la commune de Tournon-sur-Rhône, dans le département français de l'Ardèche.

## Historique

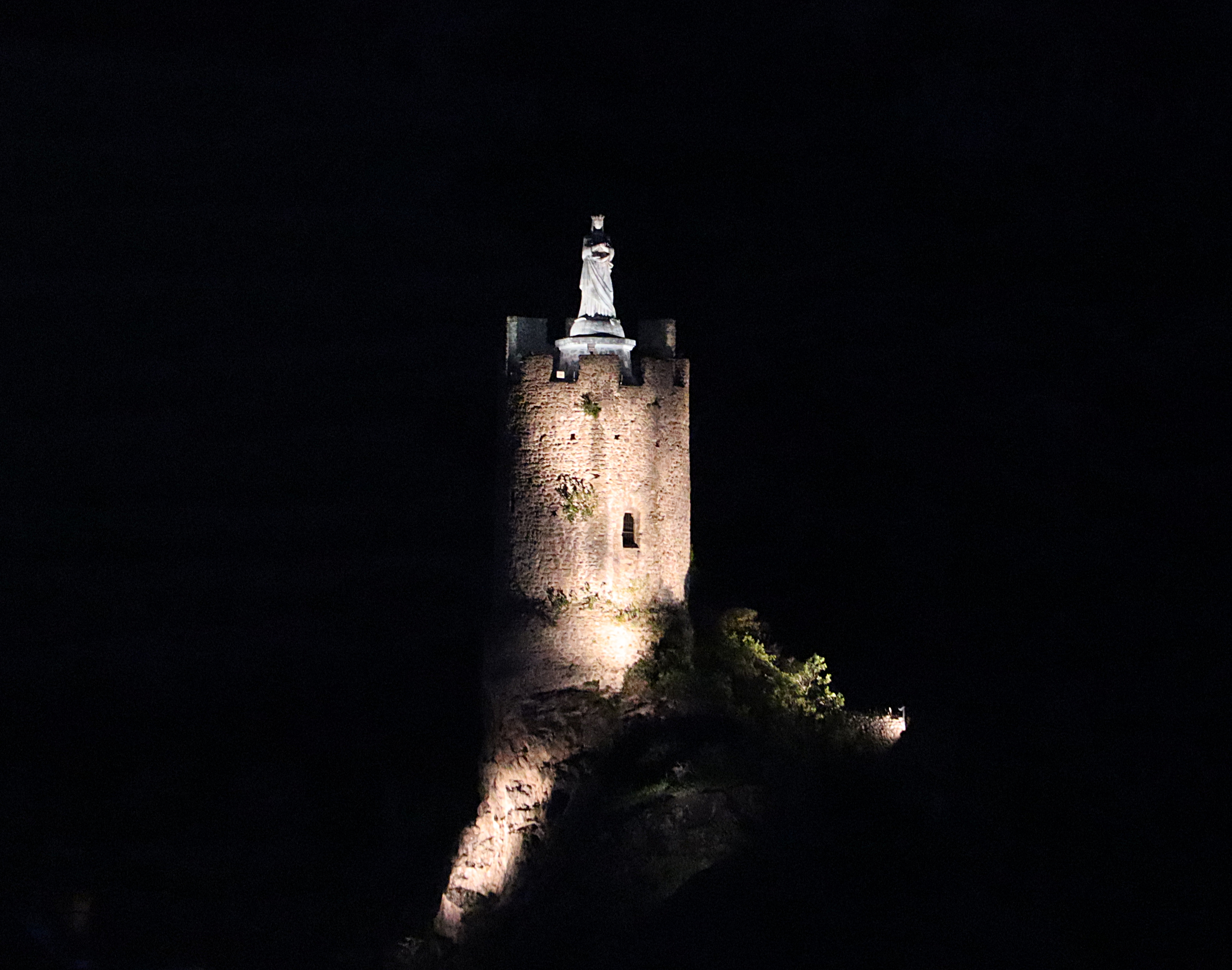
Vue nocturne de la Tour de la Vierge

Avec la Tour du Nord, elle complète les fortifications autour du Château de Tournon. La Tour surplombait l’ancien hôpital. 
En 1860, une statue de la Vierge doit être installée sur le pont Marc Seguin qui surplombe le Rhône mais elle sera finalement installée sur la tour afin de ne pas déséquilibrer. Le site fortifié comprenait autrefois douze tours, construites durant le XVIe siècle sous le commandement de Claude de la Tour Turelle, comtesse de Tournon.
L'édifice est inscrit au titre des monuments historiques en 1927.